# 建松政革命根据地
建松政革命根据地（1934年8月—1947年1月），又称建松政苏区（1937年以前）、建松政游击区（1935年以后），是中国共产党在福建省北部建阳、松溪、政和、浦城四县交界地带建立的一块革命根据地，最初为闽赣省的组成部分，1947年发展为闽浙边革命根据地。得名于建阳、松溪、政和三县。
1934年8月，中国工农红军闽北独立师在政和县西表成立建松政革命委员会，杨则仕为主席。9月底，在西表召开建松政工农兵代表大会，成立建松政县苏维埃政府（又称建松政苏维埃政府），张顺礼为主席，杨则仕为副主席。辖建松政浦城四县。1935年1月，建松政苏区失陷；3月，闽北独立师再次进入建松政，恢复根据地；5月，成立建松政军政委员会，洪坤元为主席，机关设在政和西表，后迁驻松溪县和浦城县交界处的仙山岗。1938年1月，建松政游击队370多人，奉命编入新四军第三支队第五团北上抗日。1941年2月，国民党方面的“闽浙赣三省边区剿匪指挥部”围攻建松政革命根据地，使其遭受严重破坏。1942年春，国军第80师李良荣部对闽北发动第二次军事围攻，建松政游击队采取避战策略，并发展到60多人。1943年2月，国民党当局调集重兵进攻建松政革命根据地，烧毁村庄100多个，2000多户人家流离失所，上千人被杀害。1947年1月，中共闽浙赣区委决定在原建松政特委基础上，建立闽浙边地委。